# The Other Side of the Sky: A Memoir
The Other Side of the Sky: A Memoir (en español, El otro lado del cielo: una memoria), publicado originalmente como The Story of my Life: An Afghan Girl on the Other Side of the Sky (en español, La historia de mi vida: una niña afgana en el otro lado del cielo) es una autobiografía escrita por Farah Ahmedi y Tamim Ansary. El libro retrata la vida de Farah Ahmedi desde que nació hasta que cumplió diecisiete años.

## Resumen

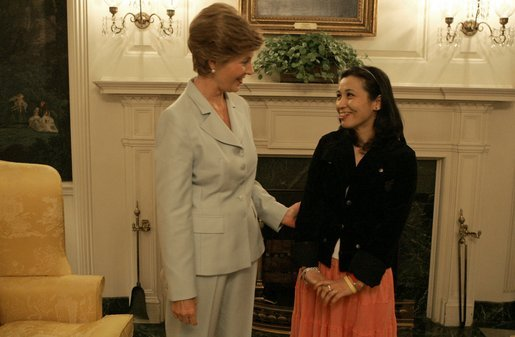
Laura Bush se reúne con Farah Ahmedi en la Sala de Recepción Diplomática de la Casa Blanca el 5 de mayo de 2005.

Farah Ahmedi nació en Kabul, Afganistán, cerca del final de la guerra de Aganistán (1978-1992). Cuando estaba en segundo grado, pisó una mina terrestre mientras caminaba hacia la escuela. Fue trasladada a Alemania, donde le amputaron la pierna. Tras más de dieciocho meses en Alemania, regresó a su casa en Kabul. Poco después, su padre y sus dos hermanas murieron a causa de un cohete perdido mientras Farah y su madre estaban comprando telas, y sus dos hermanos abandonaron Afganistán para evitar ser reclutados. Temiendo por sus vidas, Farah y su madre huyeron a Pakistán, donde soportaron duras condiciones en campos de refugiados durante un par de años antes de que World Relief las rescatara y les proporcionara un hogar en Chicago, Illinois. En Chicago, Farah y su madre comenzaron a adaptarse a su nueva vida, con gran ayuda de Alyce Litz, una de las nuevas amigas de Farah.